# Prix M.I.L.K.
Le Prix M.I.L.K., acronyme signifiant Moment of Intimacy, Laughter and Kinship, a été décerné en 2001 à des photographes à l'issue d'un concours mondial de photographie dans le but de récompenser des clichés qui évoquent les thèmes de l'Amour, l'Amitié et la Famille.

## Liste des lauréats
| - Christophe Agou, États-Unis - Stefano Azario, Royaume-Uni - Anne Bayin, Canada - Jamshid Bayrami, Iran - Alan Berner, États-Unis - Gunars Binde, Lettonie - Gay Block, États-Unis - Shauna Angel Blue, États-Unis - Romano Cagnoni, Italie - Marianna Cappelli, Italie - Mara Catalan, États-Unis - Marice Cohn Band, États-Unis - Claude Coirault, Tahiti - Roberto Colaciopo, Italie - Rajib De, Inde - Vincent Delbrouck, Belgique - Christel Dhuit, Nouvelle-Zélande - Duc Doan, Vietnam - Jack Dykinga, États-Unis - Shannon Eckstein, Canada - Sandra Eleta, Panama - Mikhaïl Evstafiev, Russie - James Fassinger, États-Unis - Raymond Field, Afrique du Sud - William Foley, États-Unis - Bill Frakes, États-Unis - Ario Gonçalves, Brésil - Dylan Griffin, États-Unis | - David Grossman, États-Unis - Louise Gubb, Afrique du Sud - K. Hatt, États-Unis - Andreas Heumann, Royaume-Uni - John Kaplan, États-Unis - Everett Kennedy Brown, Japon - Sonbut Ketkeaw, Thaïlande - Bernard Poh Lye Kiat, Singapour - Thomas Patrick Kiernan, Irlande - Paul Knight, Nouvelle-Zélande - Viktor Kolar, République Tchèque - Dmitri Korobeinikov, Russie - Philip Kuruvita, Australie - Al Lieberman, États-Unis - Robert Lifson, États-Unis - Thanh Long, Vietnam - Piotr Malecki, Pologne - Francesca Mancini, Italie - Jinjun Mao, Chine - Debashis Mukherjee, Inde - Aris Munandar, Indonésie - Y. Nagasaki, États-Unis - J.D. Nielsen, États-Unis - Faisal M. D. Nurul Huda, Bangladesh - Ricardo Ordonez, Canada - Cristina Pisa, Allemagne - Kathom Pongsutiyakom, Thaïlande - Linda Pottage, Australie | - Romualdas Pozerskis, Lituanie - Surendra Pradhan, Inde - Monh Quy, Vietnam - Malie Rich-Griffith, États-Unis - Guus Rijven, Pays-Bas - Martin Rosenthal, Argentine - Deborah Roundtree,États-Unis - Ivo Saglietti, Italie - David Sanchez Gimenez, Espagne - Gundula Schulze-Eldowy, Allemagne - Josef Sekam, République Tchèque - Aranya Sen, Inde - Cheryl Shoji, Canada - Steven Siewert, Australie - John Siu, Australie - Les Slesnick, États-Unis - Antony Soicher, Afrique du Sud - Tim Soriano, Espagne - Jindrich Streit, République Tchèque - Guy Stubbs, Afrique du Sud - Luca Trovato, États-Unis - Quoc Tuan, Vietnam - Peter van Hoof, Belgique - Wilfred van Zyk, Afrique du Sud - Ann Versaen, Belgique - Greg Williams, Royaume-Uni - Terry Winn, Nouvelle Zélande |